# Thresiaella
Thresiaella is een geslacht van vliesvleugeligen uit de familie van de bronswespen (Chalcididae). De wetenschappelijke naam van dit geslacht is voor het eerst geldig gepubliceerd in 1989 door T. C. Narendran.

## Soorten
Het geslacht Thresiaella omvat de volgende soorten:
- Thresiaella bicarinata Narendran, 1989
- Thresiaella caudata Narendran, 1989